# Antônio Fernandes
Antônio Fernandes (Santos, 13 augustus 1921 - aldaar, 16 december 1973) was een Braziliaans voetballer, bekend onder zijn spelersnaam Antoninho. Zijn bijnaam was O arquiteto da bola (architect van de bal).

## Biografie
Antoninho begon zijn carrière bij Santos en speelde daar dertien jaar lang. In deze tijd was Santos nog geen topteam, maar kon toch in 1948 en 1950 de vicetitel veroveren in het Campeonato Paulista. Hij beëindigde zijn carrière bij Jabaquara, een kleiner team uit Santos.
Na zijn spelerscarrière werd hij trainer. Hij was assistent van Lula bij Santos en werd daarna hoofdtrainer bij Atlético Mineiro. In 1965 werd hij trainer van Santos, dat enkele jaren daarvoor de absolute wereldtop was en kon er nog een landstitel mee veroveren.
Hij kwam in 1973 tragisch om het leven in een auto-ongeval op weg naar een wedstrijd tussen Santos en São Paulo.